# Oku
Oku ist ein Gebirgszug im Bamenda-Hochland, in der kamerunischen Provinz Nord-Ouest. Die Bewohner des Gebirges und ihre Sprache werden ebenfalls Oku genannt.
Die Gebirgsregion ist vor allem als Vulkanfeld bekannt, das neben dem 3011 m hohen Mount Kilum (auch bekannt unter dem Namen Mount Oku) mehrere Schlackenkegel und Maare enthält, von denen der Manoun-See und der Nyos-See die bekanntesten sind. Weniger bekannt ist hingegen der höchstgelegene See des Gebirges, der Oku-See. Dieser liegt nur wenige Kilometer vom Gipfel des Kilum entfernt. Der Gebirgsstock des Oku-Gebirges hat einen Basisdurchmesser von ca. 100 Kilometern und ist ein Teil der Vulkankette der Kamerunlinie. Im Südwesten des Oku-Gebirges schließen sich die Bamenda-Berge an, die eine Verbindung zum Bambouto-Massiv darstellen.
Im Oku-Gebirge liegen die höchsten Gebirgsregenwälder West- und Zentralafrikas. Diese werden dominiert von den Baumarten Carapa procera, Schefflera abyssinica, Schefflera mannii und Syzygium guineense bamendae. In den höheren Regionen des Gebirges findet sich auch die Baumart Podocarpus latifolius und ab ca. 2600 Höhenmetern auch ausgedehnte Bambuswälder. Diese Regenwälder stehen ab 2200 Höhenmetern als Kilum-Ijim Forest Conservation Area unter Naturschutz.
Für internationales Aufsehen erregte die Region durch die Nyos-Tragödie am 21. August 1986, bei der durch einen Gasausbruch große Mengen von Kohlendioxid (CO2) aus dem Kratersee austraten und etwa 1700 Bewohner der umliegenden Dörfer töteten.
Die nächste größere, bereits außerhalb der Region liegende Stadt ist Bamenda.